# Megadiestramima intermedia
Megadiestramima intermedia is een rechtvleugelig insect uit de familie grottensprinkhanen (Rhaphidophoridae). De wetenschappelijke naam van deze soort is voor het eerst geldig gepubliceerd in 1992 door Storozhenko & Gorochov.